# Gamiani
Gamiani, o due notti di eccessi (Gamiani, ou deux nuits d'excès) è un breve romanzo erotico pubblicato nel 1833 in forma anonima, ma si crede fondata l'attribuzione a Alfred de Musset; è stato un vero e proprio best seller della narrativa erotica ottocentesca.
L'eroina lesbica protagonista sarebbe basata su George Sand, amante di Alfred de Musset.
Il romanzo è stato illustrato con litografie firmate il cui autore rimane sconosciuto: sono stati attribuite ad Achille Devéria e Octave Tassaert, tra gli altri; in seguito sarebbe stato illustrato anche da Édouard-Henri Avril.
Edith Wharton aveva scritto un lavoro rimasto poi inedito basato su quest'opera. Il libro viene citato da Pierre Louÿs nel suo Piccolo galateo erotico per fanciulle.

## Trama

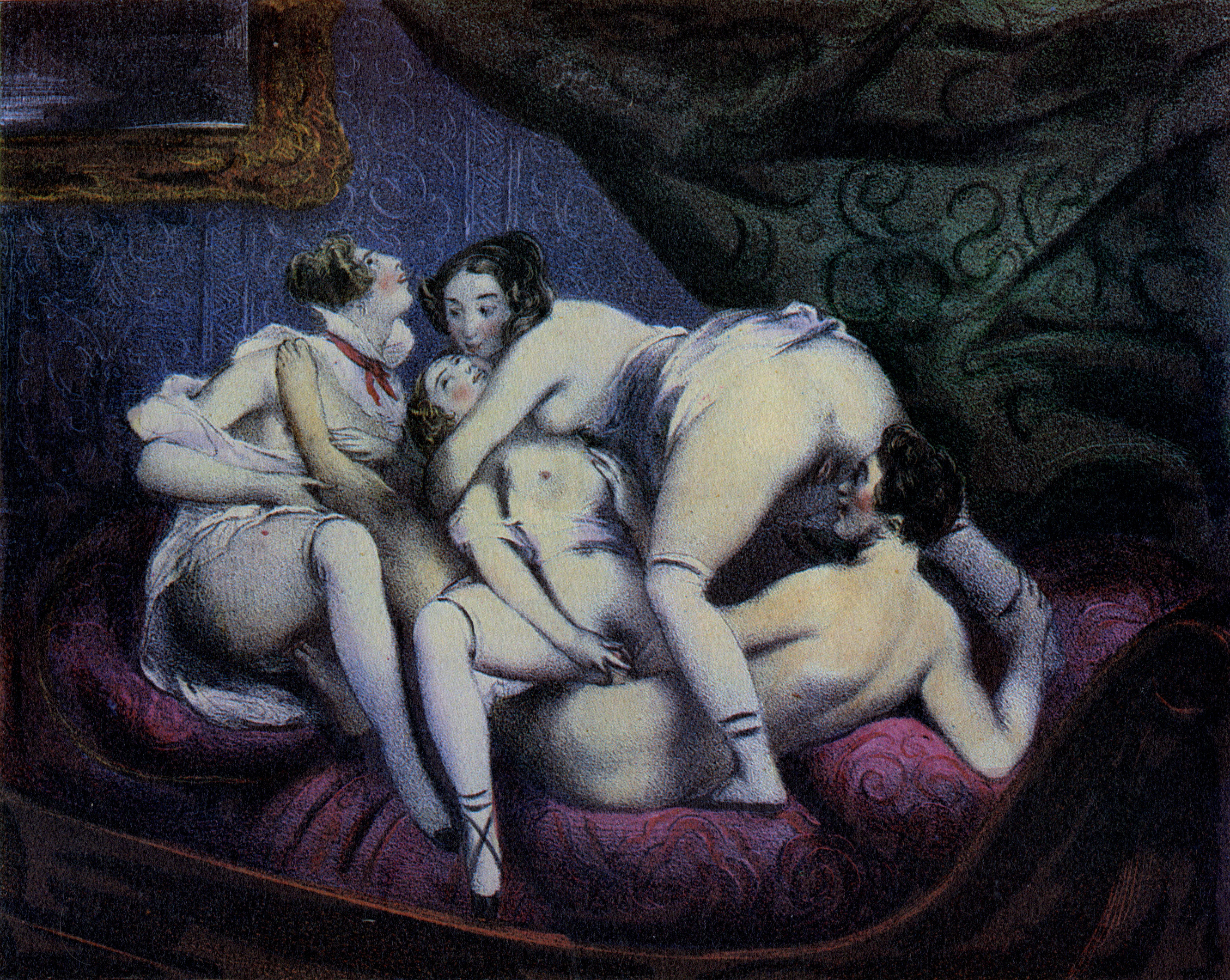
Una delle illustrazioni di Gamiani.

Un giovanotto di nome Alcide osserva di nascosto la contessa Gamiani, protagonista della storia, mentre si trova assieme ad una ragazza di nome Fanny, impegnate in tutta una serie di atti sessuali lesbici chiuse nella loro stanza. Dopo esser stato per un bel po' a guardarle, e provocato nei sensi dalla loro foga, non più capace di trattenersi si rivela e subito dopo si unisce a loro.
Passano così la notte tutti e tre nello stesso letto a donarsi reciprocamente i rispettivi corpi. Tra gli episodi che i tre si narrano, per condividere le proprie esperienze di vita, vi sono anche quelli riguardanti varie orge avvenute all'interno di conventi e incontri sessuali avvenuti con animali, tra cui quelli con una scimmia e un asino molto dotato.